# Małgorzata Niemirska
Małgorzata Niemirska, właśc. Małgorzata Wiśniewska-Niemirska (ur. 16 czerwca 1947 w Warszawie) – polska aktorka filmowa i teatralna.

## Życiorys
W 1969 roku ukończyła studia na Wydziale Aktorskim Państwowej Wyższej Szkoły Teatralnej im. Aleksandra Zelwerowicza w Warszawie. Występowała w warszawskich teatrach: Dramatycznym (1969–1982, obecnie) i Studio (od 1983 roku). Znana głównie z roli Lidki w serialu Czterej pancerni i pies oraz roli sycylijskiej matki Anny w serialu Samo życie.
Jest młodszą siostrą aktorki Ewy Wiśniewskiej i wdową po aktorze Marku Walczewskim (ślub w 1974 roku). Pierwszym mężem aktorki był aktor i reżyser Andrzej Makowiecki.

## Filmografia
- 1964: Pingwin jako Julita, dziewczyna w budce telefonicznej
- 1966–1970: Czterej pancerni i pies jako Lidka Wiśniewska
- 1967: Wycieczka w nieznane jako Jolka
- 1971: Szerokiej drogi, kochanie jako Zuzanna
- 1977: Indeks. Życie i twórczość Józefa M. jako Anna, żona stryja Karola
- 1980: Nasze podwórko jako matka Tomka
- 1980: Spotkanie na Atlantyku jako Irena
- 1981: Okolice spokojnego morza jako aktorka Teresa, dziewczyna Markowskiego
- 1988: Koniec − Zdzisława
- 1990: Seszele jako Rena Holtz, primadonna występująca w roli Carmen
- 1995: Młode wilki jako żona Kucharskiego
- 1999: Patrzę na ciebie, Marysiu jako matka Michała
- 1999: Na dobre i na złe jako Słodka, matka Zenka (odc. 55)
- 2001: Myszka Walewska jako Alina Tomczyk, babcia Myszki
- 2002–2009: Samo życie jako Anna Szpunar
- 2002–2004: Złotopolscy jako mecenas Wioletta Skarga, adwokat reprezentująca Kowalskiego
- 2003: Psie serce jako ciocia Krysia (odc. 14)
- 2003: Tak czy nie? jako Zofia Strzelczyk
- 2005: Boża podszewka II jako Polka komentująca zachowanie Rosjan
- 2006–2010: My baby − Lucyna, matka Urszuli
- 2006–2007: Egzamin z życia jako Halina Dunkel, urzędniczka MSZ
- 2009–2010: Tancerze jako Helena, dyrektorka akademii
- 2011: Barwy szczęścia jako Beata Sacewicz, matka Borysa
- 2012: Prawo Agaty jako sąsiadka Karskiej (odc. 5)
- 2013: Tylko życie jako matka Marty
- 2013: Komisarz Alex jako Janina, ciotka Wiktora (odc. 34)
- 2014: Pierwsza miłość jako Ułańska
- 2015: Aż po sufit! jako Wanda Treder, matka Joanny
- 2015: Moje córki krowy jako Elżbieta Makowska, matka Marty i Kasi
- 2016–2018: Druga szansa jako Stanisława Borecka, matka Moniki i Lidki
- 2020–2024: Leśniczówka jako Anna, matka Katarzyny

## Dubbing
- 2002: Ring jako dr Grasnik
- 2002: Śnieżne psy jako Amelia Brooks
- 2004: W 80 dni dookoła świata jako królowa Wiktoria
- 2012: Narrenturm jako Formoza von Krossig[2]
- 2018: Iniemamocni 2 jako pani ambasador

## Odznaczenia
- Brązowy Krzyż Zasługi (1979)
- Brązowe odznaczenie im. Janka Krasickiego
- Srebrny Medal „Zasłużony Kulturze Gloria Artis” (2014)[3]